# 3,3′-Диаминобензидин
3,3′-Диаминобензидин (англ. DAB) — органическое соединение, производное бензидина. Водорастворимый тетрагидрохлорид диаминобензидина используют при иммуногистохимическом окрашивании нуклеиновых кислот и белков. DAB является субстратом пероксидазы хрена.

## Синтез
Коммерчески доступные препараты диаминобензидина синтезируют из 3,3′-дихлоробензидина и аммиака в присутствии медного катализатора, при высокой температуре и давлении, с обработкой кислотой.
Альтернативный путь сиснтеза осуществляется через диацетилирование бензидина уксусным ангидридом в основной среде.
(NH2)C6H4C6H4(NH2) + 2(CH3CO)2O ⟶ (NHCOCH3)C6H4C6H4(NHCOCH3) + 2CH3CO2H
Затем диацетат нитруют азотной кислотой до орто-динитропроизводного.
(NHCOCH3)C6H4C6H4(NHCOCH3) + 2HNO3 ⟶ (O2N)(NHCOCH3)C6H3C6H3(NHCOCH3)(NO2) + 2H2O
Полученный продукт омыляют.
(O2N)(NHCOCH3)C6H3C6H3(NHCOCH3)(NO2) + 2NaOH ⟶ (O2N)(NH2)C6H3C6H3(NH2)(NO2) + 2(NaOCOCH3)
Динитробензидин восстанавливают железом в соляной кислоте.
3(O2N)(NH2)C6H3C6H3(NH2)(NO2) + 12HCl + 10Fe0 ⟶ 3(NH2)2C6H3C6H3(NH2)2 + 4Fe2O3 + 6FeCl2
Восстановление также может быть проведено хлоридом олова(II) вместо железа или дитионитом натрия в метаноле.

## Применение
Диаминобензидин окисляется пероксидом водорода в присутствии гемоглобина, с образованием продукта коричневого цвета. Данную особенность используют для идентификации отпечатков пальцев в крови.
В нейробиологии реакцию окисления DAB пероксидом водорода используют для окрашивания нейронов. В нейроны вводят биоцитин с авидином или стрептавидином, биотин и пероксидазу.